# Owen Shroyer
Owen Shroyer, né en 1989 à Saint-Louis, est un activiste, reporter, et commentateur politique américain.

## Biographie
Owen Shroyer commence à travailler et à expérimenter dans les médias, lorsqu'il étudie encore au lycée de Christian Brothers College High School (en) à St. Louis et s'est poursuivi au collège lorsqu'il a terminé ses études à l'Université de Saint-Louis où il a étudié les médias et la psychologie. Il participe également à la rédaction de l'hebdomadaire des étudiants, The Current, dans lequel il s'occupe du sport.
C'est après avoir travaillé, principalement dans le sport, à la télévision et à la radio, plus précisément, après le double attentat du Marathon 2013 de Boston, qu'il commence à s'intéresser et à s'impliquer dans la politique. Shroyer a travaillé auparavant comme animateur de radio à Saint-Louis sur KXFN, puis plus tard sur KFNS.
Il devient commentateur politique sur Info Wars (en) et il est considéré comme faisant partie de l'Alt-right. Il est cité comme soutenant des thèses complotistes sur Hilary Clinton.
En juillet 2016, Shroyer stoppe Van Jones dans les rues de Cleveland et tente de l'engager dans un débat filmé improvisé. Van Jones participe volontiers, en argumentant de façon structurée, ce qui conduit Shroyer à admettre que son opinion sur Van Jones a changé favorablement à la suite de sa rencontre,,.